# Lutjanus agennes
Lutjanus agennes es una especie de peces de la familia Lutjanidae en el orden de los Perciformes.

## Morfología
• Los machos pueden llegar alcanzar los 139 cm de longitud total y 60 kg de peso.

## Hábitat
Es un pez de mar de clima tropical y asociado a los  arrecifes de coral.

## Distribución geográfica
Se encuentra desde Senegal hasta Angola, incluyendo Cabo Verde.

## Uso comercial
Se comercializa fresco.